# BGŻ ProLiga 2013
9. edycja BGŻ ProLigi 2013 to cykl najważniejszych wyścigów kolarskich w Polsce w 2013 roku, z wyjątkiem Tour de Pologne, który należy do najwyższej kategorii wyścigów na świecie UCI World Tour.
W kalendarzu na rok 2013 figuruje 19 wyścigów. 

## Kalendarz BGŻ ProLiga 2013
|    | Termin         | Wyścig                                               | Kategoria UCI | Miejsce                           | Dystans  | Zwycięzca wyścigu | Lider BGŻ ProLigi | Przypisy |
| -- | -------------- | ---------------------------------------------------- | ------------- | --------------------------------- | -------- | ----------------- | ----------------- | -------- |
| 1  | 7 kwietnia     | Ślężański Mnich                                      | bez kat.      | Sobótka                           | 136 km   | Marek Rutkiewicz  | Marek Rutkiewicz  | [ 4 ]    |
| 2  | 12-14 kwietnia | Wyścig Kolarski Szlakiem Bursztynowym - Hellena Tour | bez kat.      | woj. łódzkie i woj. wielkopolskie | 428 km   | Jarosław Marycz   | Marek Rutkiewicz  | [ 5 ]    |
| 3  | 1 maja         | Memoriał Andrzeja Trochanowskiego                    | UCI 1.2.      | Baboszewo                         | 168 km   | Konrad Dąbkowski  | Marek Rutkiewicz  | [ 6 ]    |
| 4  | 3-5 maja       | Szlakiem Grodów Piastowskich                         | UCI 2.1.      | woj. dolnośląskie                 | 487,4 km | Jan Bárta         | Marek Rutkiewicz  | [ 7 ]    |
| 5  | 12 maja        | Grand Prix Częstochowy                               | bez kat.      | Częstochowa                       | 92,5 km  | Josef Černý       | Marek Rutkiewicz  | [ 8 ]    |
| 6  | 19-25 maja     | Bałtyk-Karkonosze Tour                               | UCI 2.1.      | Kołobrzeg - Karpacz               | 886,5 km |                   |                   | [ 9 ]    |
| 7  | 8-9 czerwca    | Memoriał im. J. Grundmanna i J. Wizowskiego          | bez kat.      | Grodowiec - Głogów - Grębocice    | 319,7 km |                   |                   |          |
| 8  | 13-15 czerwca  | Małopolski Wyścig Górski                             | UCI 2.2.      | woj. małopolskie                  |          |                   |                   |          |
| 9  | 20 czerwca     | MP w jeździe indywidualnej na czas                   | bez kat.      | Sobótka                           |          |                   |                   |          |
| 10 | 23 czerwca     | MP ze startu wspólnego                               | bez kat.      | Sobótka                           |          |                   |                   |          |
| 11 | 26-29 czerwca  | Wyścig Solidarności i Olimpijczyków                  | UCI 2.1.      | Łódź                              |          |                   |                   |          |
| 12 | 23-27 lipca    | Dookoła Mazowsza                                     | UCI 2.2.      | woj. mazowieckie                  |          |                   |                   |          |
| 13 | 10 sierpnia    | Memoriał Henryka Łasaka                              | UCI 1.2.      | Sucha Beskidzka                   |          |                   |                   |          |
| 14 | 11 sierpnia    | Puchar Uzdrowisk Karpackich                          | UCI 1.2.      | Iwonicz-Zdrój                     |          |                   |                   |          |
| 15 | 17 sierpnia    | Puchar Ministra Obrony Narodowej                     | UCI 1.2.      | Płock                             |          |                   |                   |          |
| 16 | 24-25 sierpnia | Górskie Szosowe Mistrzostwa Polski                   | bez kat.      | Jelenia Góra                      |          |                   |                   |          |
| 17 | 1 września     | Tour de Rybnik                                       | bez kat.      | Rybnik                            |          |                   |                   |          |
| 18 | 13-15 września | MP par i drużyn                                      | bez kat.      | Grudziądz - Warlubie              |          |                   |                   |          |
| 19 | 5 października | Memoriał Stanisława Kirpszy                          | bez kat.      | Sokółka                           |          |                   |                   |          |

## Klasyfikacja końcowa
| M-ce | Imię i nazwisko     | Drużyna                      | Pkt |
| ---- | ------------------- | ---------------------------- | --- |
| 1.   | Mateusz Taciak      | CCC Polsat Polkowice         | 243 |
| 2.   | Łukasz Bodnar       | Bank BGŻ Team                | 192 |
| 3.   | Kamil Zieliński     | Las Vegas Power Energy Drink | 171 |
| 4.   | Kamil Gradek        | BDC MarcPol Team             | 164 |
| 5.   | Grzegorz Stępniak   | CCC Polsat Polkowice         | 147 |
| 6.   | Adrian Honkisz      | CCC Polsat Polkowice         | 136 |
| 7.   | Paweł Cieślik       | Bank BGŻ Team                | 133 |
| 8.   | Bartłomiej Matysiak | CCC Polsat Polkowice         | 116 |
| 9.   | Jarosław Marycz     | CCC Polsat Polkowice         | 113 |
| 10.  | Michał Kwiatkowski  | Omega Pharma-Quick Step      | 110 |